# Phymosomatidae
Famille
Les Phymosomatidae sont une famille d'oursins de l'ordre des Phymosomatoida. La quasi-totalité des oursins de cet ordre sont aujourd'hui éteints.

## Caractéristiques

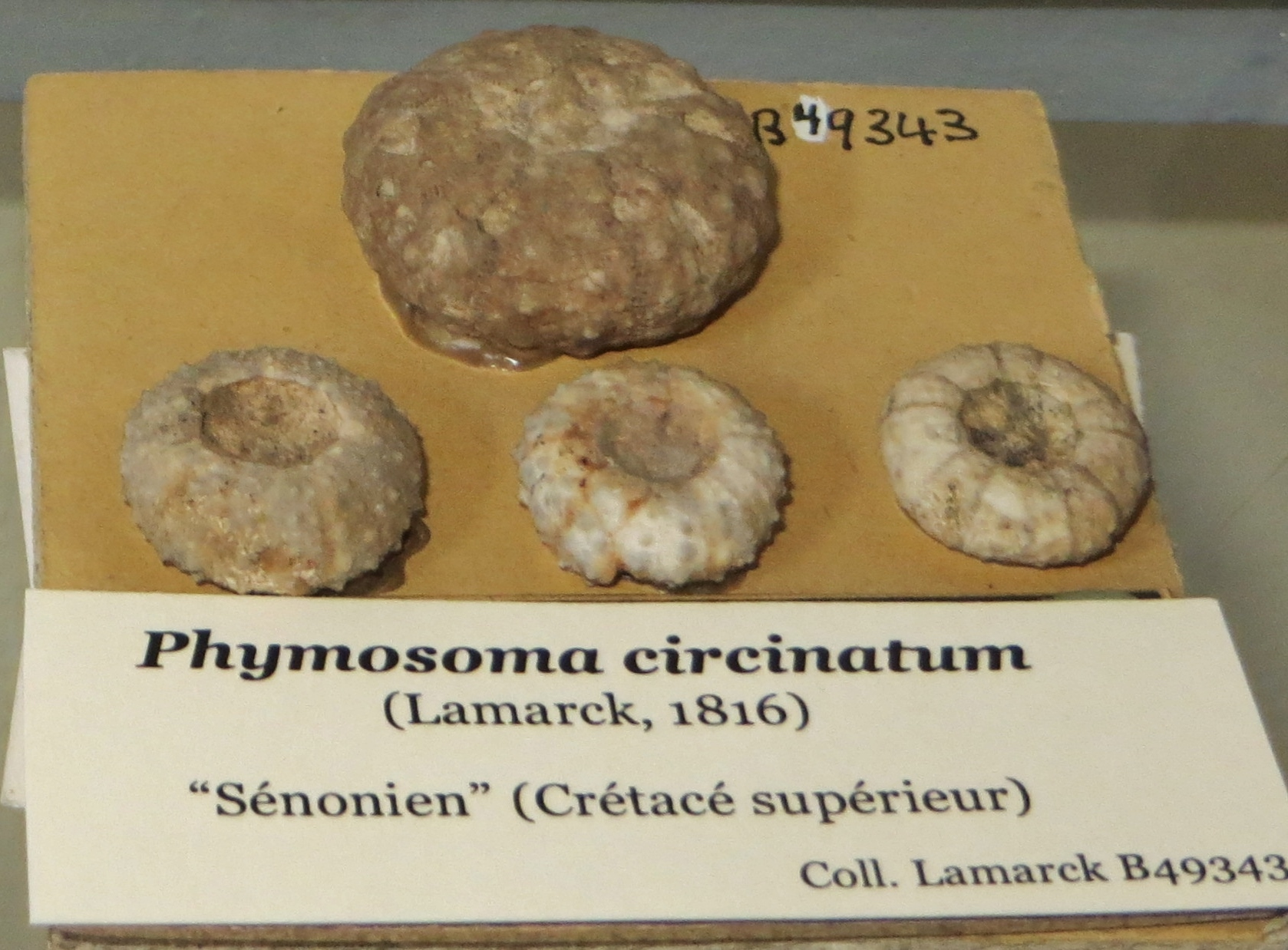
Fossiles de Phymosoma circinatum (Crétacé, MNHN).

Ce sont des oursins réguliers : le test (coquille) est plus ou moins sphérique, protégé par des radioles (piquants), l'ensemble suivant une symétrie pentaradiaire (centrale d'ordre 5) reliant la bouche (péristome) située au centre de la face orale (inférieure) à l'anus (périprocte) situé à l'apex aboral (pôle supérieur).
Chez cette famille, le disque apical est relativement large (comme le périprocte) et monocyclique, avec des plaques faiblement accrochées à la couronne et donc rarement préservées sur les spécimens fossiles. Les ambulacres sont polygéminées. Les tubercules primaires sont imperforés et crénulés, et les tubercules ambulacraires et interambulacraires sont de taille similaire.
Ce groupe est apparu au Jurassique supérieur, et suivant les classifications il s'est éteint à l'Éocène ou inclurait encore une seule espèce vivante selon NCBI (12 septembre 2013). Il était répandu de l'Amérique à l’Europe et à l'Afrique.

## Liste des genres
| Selon World Register of Marine Species (10 mars 2014) : ... - genre Acanthechinus Duncan & Sladen, 1882b † - genre Actinophyma Cotteau & Gauthier, 1895 † - genre Cosmocyphus Pomel, 1883 † - genre Diplotagma Schlueter, 1870 † - genre Gauthieria Lambert, 1888 † - genre Kachchhia Srivastava, Gupta & Jauhri, 2008 † - genre Narindechinus Lambert, 1933 † - genre Phymosoma Haime, in d'Archiac & Haime, 1853 † - genre Pliocyphosoma Pomel, 1883 † - genre Trochalosoma Lambert, 1897 † | Selon Paleobiology Database (10 mars 2014) : - genre Acanthechinus † - genre Aeolopneustes † - genre Gauthieria † - genre Glyptocidaris - genre Glyptocyphus † - genre Hemithylus † - genre Jacquiertia † - genre Lambertechinus † - genre Leptechinus † - genre Micropsis † - genre Narindechinus † - genre Phymosoma † - genre Pleurodiadema † - genre Porosoma † - genre Rachiosoma † - genre Thylechinus † |

Le genre Glyptocidaris est parfois classé dans cette famille (notamment par Fossilworks Paleobiology Database), ce qui ferait compter une espèce vivante à cette famille : Glyptocidaris crenularis. La classification de référence de Kroh & Mooi (2013) récuse cependant ce classement, et place cette espèce dans l'ordre des Stomopneustoida.